# Зева
Зева — река в России, протекает по Пожарскому району Приморского края. Длина реки — 139 км. Площадь водосборного бассейна — 1660 км².
Начинается в седловине между горами Зева и Моховая. От истока направляется на юг, огибает с запада, юга и востока по заболоченной, заросшей елью и пихтой долине, массив гор Зевонская и Широкая. Далее течёт на север вдоль западных склонов Сихотэ-Алиня. У урочища Зевинские скалы входит в каньон с крутыми склонами. Далее течёт на северо-запад по долине, поросшей пихтой, лиственницей и елью. Ниже устья Сагды-Биасы и Сухостойного ширина реки — 42 м, глубина — 1 м. Здесь река меняет направление течения на юго-западное. Протекает между горами Новожиловка и Берёзовая. В низовьях имеет ширину 51 м. Впадает в Бикин слева на высоте 399,5 м над уровнем моря напротив урочища Старковка.

## Притоки
Объекты перечислены по порядку от устья к истоку.
- Панфиловский[2] (лв.)
- 17 км[4]: Каменный[2] (лв.)
- 26 км[4]: Заболотная[2] (лв.)
- 28 км[4]: Березовая[7] (лв.)
- Уки[7] (пр.)
- Ключевой[7] (пр.)
- Су[7] (пр.)
- 41 км[4]: Антоновский[7] (пр.)
- 46 км[4]: Хангуса[7] (лв.)
- Сухостойный[6] (пр.)
- 58 км[4]: Сагды-Биаса[6] (пр.)
- Ветвистый[6] (лв.)
- Ровный[6] (лв.)
- Песчаный[6] (лв.)
- Водопадный[6] (лв.)
- Кривун[6] (пр.)
- Горелый[5] (пр.)
- Барсуковка[5] (пр.)
- Болотистый[5] (лв.)
- Травяной[5] (лв.)
- Перевальный[5] (пр.)
- 124 км[4]: Правая Зева[5] (пр.)
- 126 км[4]: Маревый[5] (пр.)
- Малая Зева[5] (пр.)

## Данные водного реестра
По данным государственного водного реестра России относится к Амурскому бассейновому округу, водохозяйственный участок реки — Бикин, речной подбассейн реки — Уссури (российская часть бассейна). Речной бассейн реки — Амур.
Код объекта в государственном водном реестре — 20030700412118100058827.